# روكساندرا دراغومير
روكساندرا دراغومير (بالرومانية: Ruxandra Dragomir)‏ مواليد 24 أكتوبر 1972 في بيتيشت، جمهورية رومانيا الاشتراكية، هي لاعبة كرة مضرب رومانية سابقة بدأت مسيرتها كمحترفة سنة 1990 وكانت تلعب باليد اليمنى، اعتزلت اللعب في 2005. كما أنها إحدى بطلات الجراند سلام. أعلى تصنيف لها في الفردي كان المركز الـ 15 في سنة 1997. أعلى تصنيف لها في الزوجي كان المركز الـ 21 في سنة 1997. سبق أن شاركت في دورة الألعاب الأولمبية الصيفية.

## النهائيات

### الفردي: 8 (4-4)
| الحصيلة | الرقم | التاريخ        | الدورة                               | الأرضية | المنافس            | النتيجة         |
| ------- | ----- | -------------- | ------------------------------------ | ------- | ------------------ | --------------- |
| الوصافة | 1.    | 24 يوليو 1995  | النمسا المفتوحة                      | ترابية  | جوديث ويزنر        | 6–7(4–7), 3–6   |
| الفوز   | 1.    | 6 مايو 1996    | جائزة بودابيست الكبيرة، المجر        | ترابية  | ميلاني شنيل        | 7–6(8–6), 6–1   |
| الفوز   | 2.    | 9 سبتمبر 1996  | براغ المفتوحة، التشيك                | ترابية  | باتي شنايدر        | 6–2, 3–6, 6–4   |
| الفوز   | 3.    | 18 نوفمبر 1996 | تايلاند المفتوحة للسيدات، تايلاند    | صلبة    | تامارين تاناسوجارن | 7–6(7–4), 6–4   |
| الوصافة | 2.    | 28 أبريل 1997  | هامبورغ، ألمانيا                     | ترابية  | ايفا مايولي        | 3–6, 2–6        |
| الفوز   | 4.    | 16 يونيو 1997  | بطولة روزمالين العشبية للتنس، هولندا | عشبية   | ميريام أوريمانس    | 5–7, 6–2, 6–4   |
| الوصافة | 3.    | 11 أبريل 1999  | جزيرة أميليا، الولايات المتحدة       | ترابية  | مونيكا سيليش       | 2–6, 3–6        |
| الوصافة | 4.    | 25 يونيو 2000  | بطولة روزمالين العشبية للتنس، هولندا | عشبية   | مارتينا هينجيز     | 2–6, 0–3 انسحاب |

## روابط خارجية
- روكساندرا دراغومير على موقع رابطة محترفات التنس (الإنجليزية)
- روكساندرا دراغومير على موقع الاتحاد الدولي لكرة المضرب (الإنجليزية)
- روكساندرا دراغومير على موقع كأس بيلي جين كينغ (الإنجليزية)
- روكساندرا دراغومير على موقع خلاصة التنس.كوم (الإنجليزية)
- روكساندرا دراغومير على موقع أوليمبيديا (الإنجليزية)